# Saint-Didier-sur-Rochefort
Saint-Didier-sur-Rochefort is een plaats en voormalige gemeente in het Franse departement Loire in de regio Auvergne-Rhône-Alpes en telt 407 inwoners (1999). De plaats maakt deel uit van het arrondissement Montbrison.

## Geografie
Op 1 januari 2025 fuseerde de gemeenten met La Côte-en-Couzan tot de commune nouvelle La Côte-Saint-Didier.
De oppervlakte van Saint-Didier-sur-Rochefort bedraagt 22,5 km², de bevolkingsdichtheid is 18,1 inwoners per km².
De onderstaande kaart toont de ligging van Saint-Didier-sur-Rochefort met de belangrijkste infrastructuur en aangrenzende gemeenten.

## Demografie
Onderstaande figuur toont het verloop van het inwonertal.